# Jaborowice
Jaborowice is een plaats in het Poolse district  Kędzierzyńsko-Kozielski, woiwodschap Opole. De plaats maakt deel uit van de gemeente Polska Cerekiew en telt 205 inwoners.

## Verkeer en vervoer
- Station Jaborowice